# Burglinde Pollak
Burglinde Pollak (dekliški priimek Grimm), nemška atletinja, * 10. junij 1951, Alt-Plötzin, Vzhodna Nemčija.
Nastopila je na poletnih olimpijskih igrah v letih 1972, 1976 in 1980, v letih 1972 in 1976 je osvojila bronasto medaljo v peteroboju. Na evropskih prvenstvih je osvojila trikrat zapored srebrno medaljo, v letih 1971, 1974 in 1978.